# Liste des films ayant obtenu dix nominations ou plus aux Oscars
Cette page recense l'ensemble des films ayant été nommés dans au moins dix catégories aux Oscars du cinéma.

## 14 nominations
- Ève, 20th Century Fox, 1950 (6 Oscars)
- Titanic, 20th Century Fox et Paramount, 1997 (11 Oscars)
- La La Land, Lionsgate, 2016 (6 Oscars)

## 13 nominations
- Autant en emporte le vent, Metro-Goldwyn-Mayer, 1939 (8 Oscars, plus 1 Oscar d'honneur et 1 Oscar Sci/Tech)
- Tant qu'il y aura des hommes, Columbia, 1953 (8 Oscars)
- Mary Poppins, Buena Vista Distribution Company, 1964 (5 Oscars)
- Qui a peur de Virginia Woolf ?, Warner Bros., 1966 (5 Oscars)
- Forrest Gump, Paramount, 1994 (6 Oscars)
- Shakespeare in Love, Miramax, 1998 (7 Oscars)
- Le Seigneur des anneaux : La Communauté de l'anneau, New Line, 2001 (4 Oscars)
- Chicago, Miramax, 2002 (6 Oscars)
- L'Étrange Histoire de Benjamin Button, Paramount et Warner Bros., 2008 (3 Oscars)
- La Forme de l'eau, Fox, 2018 (3 Oscars)
- Oppenheimer, Universal Pictures, 2024 (7 Oscars)
- Emilia Pérez, Netflix, 2025 (2 Oscars)

## 12 nominations
- Madame Miniver, Metro-Goldwyn-Mayer, 1942 (6 Oscars)
- Le Chant de Bernadette, 20th Century Fox, 1943 (4 Oscars)
- Johnny Belinda, Warner Bros., 1948 (1 Oscar)
- Un tramway nommé Désir, Warner Bros., 1951 (4 Oscars)
- Sur les quais, Columbia Pictures et Horizon Pictures, 1954 (8 Oscars)
- Ben-Hur, Metro-Goldwyn-Mayer, 1959 (11 Oscars)
- Becket, Paramount, 1964 (1 Oscar)
- My Fair Lady, Warner Bros., 1964 (8 Oscars)
- Reds, Paramount, 1981 (3 Oscars)
- Danse avec les loups, Orion Pictures, 1990 (7 Oscars)
- La Liste de Schindler, Universal Pictures, 1993 (7 Oscars)
- Le Patient anglais, Miramax, 1996 (9 Oscars)
- Gladiator, Dreamworks Pictures, Universal Pictures et Scott Free Productions, 2000 (5 Oscars)
- Le Discours d'un roi, See-Saw Films et Bedlam productions, 2010 (4 Oscars)
- Lincoln, Dreamworks Pictures, 2012 (2 Oscars)
- The Revenant, New Regency Pictures, 2015 (3 Oscars)

## 11 nominations
- Monsieur Smith au Sénat, Columbia Pictures, 1939 (1 Oscar)
- Rebecca, United Artists, 1940 (2 Oscars)
- Sergent York, Warner Bros., 1941 (2 Oscars)
- Vainqueur du destin, RKO Pictures, 1942 (1 Oscar)
- Boulevard du crépuscule, Paramount, 1950 (3 Oscars)
- Jugement à Nuremberg, Roxlom Films Inc., 1961 (2 Oscars)
- West Side Story, Seven Arts Productions, The Mirish Corporation et Beta Productions, 1961 (10 Oscars)
- Oliver !, Columbia Pictures, 1968 (5 Oscars)
- Le Parrain, Paramount, 1972 (3 Oscars)
- Chinatown, Paramount, 1974 (1 Oscar)
- Le Parrain 2, Paramount, 1974 (6 Oscars)
- Julia, 20th Century Fox, 1977 (3 Oscars)
- Le Tournant de la vie, 20th Century Fox, 1977 (0 Oscar)
- Gandhi, Goldcrest Films International, International Film Investor, National Film Development Corporation of India, Indo-British Films et Carolina Bank, 1982 (8 Oscars)
- Tendres Passions, Paramount, 1983 (5 Oscars)
- Amadeus, Orion Pictures et Pathé Distribution, 1984 (8 Oscars)
- La Route des Indes, Columbia Pictures, 1984 (2 Oscars)
- La Couleur pourpre, Warner Bros., 1985 (0 Oscar)
- Out of Africa, Universal Pictures, 1985 (7 Oscars)
- Il faut sauver le soldat Ryan, Dreamworks Pictures et Paramount, 1998 (5 Oscars)
- Le Seigneur des anneaux : Le Retour du roi, New Line Cinema, 2003 (11 Oscars)
- Aviator, Warner Bros., Forward Pass, Appian Way, Initial Entertainment Group et Miramax, 2004 (5 Oscars)
- Hugo Cabret, Infinitus Nihil et GK Films, 2011 (5 Oscars)
- L'Odyssée de Pi, Fox 2000 Pictures, 2012 (4 Oscars)
- Joker, Warner Bros., 2019 (2 Oscars)

## 10 nominations
- La Vie d'Émile Zola, Warner Bros., 1937 (3 Oscars)
- Qu'elle était verte ma vallée, Warner Bros., 1941 (5 Oscars)
- La Route semée d'étoiles, Paramount Pictures, 1944 (7 Oscars)
- Le Président Wilson, 20th Century Fox, 1944 (5 Oscars)
- Vacances romaines, Paramount Pictures, 1953 (3 Oscars)
- Géant, Warner Bros. et Giant Productions, 1956 (1 Oscar)
- Sayonara, Orion Pictures et Pathé Distribution, 1957 (4 Oscars)
- La Garçonnière, United Artists, 1960 (5 Oscars)
- Lawrence d'Arabie, Columbia Pictures, 1962 (7 Oscars)
- Tom Jones, United Artists et Lopert Films, 1963 (4 Oscars)
- Le Docteur Jivago, Metro-Goldwyn-Mayer, 1965 (5 Oscars)
- La Mélodie du bonheur, 20th Century Fox et Robert Wise Productions, 1965 (5 Oscars)
- Bonnie et Clyde, Warner Bros.-Seven Arts et Tatira-Hiller Productions, 1967 (2 Oscars)
- Devine qui vient dîner..., Columbia Pictures, 1967 (2 Oscars)
- Anne des mille jours, Universal Pictures, 1969 (1 Oscar)
- Airport, Universal Pictures, 1970 (1 Oscar)
- Patton, 20th Century Fox, 1970 (7 Oscars)
- Cabaret, Orion Pictures et Allied Pictures Corporation, 1972 (8 Oscars)
- L'Arnaque, Universal Pictures, 1973 (7 Oscars)
- L'Exorciste, Warner Bros. et Hoya Productions Inc., 1973 (2 Oscars)
- Network, Metro-Goldwyn-Mayer et United Artists, 1976 (4 Oscars)
- Rocky, United Artists, 1976 (3 Oscars)
- Star Wars, épisode IV : Un nouvel espoir, Lucasfilm et 20th Century Fox, 1977 (6 Oscars)
- La Maison du lac, Universal Pictures, 1981 (3 Oscars)
- Tootsie, Columbia Pictures, 1982 (1 Oscar)
- Bugsy, TriStar, 1991 (2 Oscars)
- Braveheart, 20th Century Fox et Paramount Pictures, 1995 (5 Oscars)
- Tigre et Dragon, Sony Pictures Classics, EDKO Films et Warner Bros., 2000 (4 Oscars)
- Gangs of New York, Miramax, 2002 (0 Oscar)
- Master and Commander : De l'autre côté du monde, 20th Century Fox, 2003 (2 Oscars)
- Slumdog Millionaire, Celador Films et Film4 Productions, 2008 (8 Oscars)
- True Grit, Paramount Pictures, 2010 (0 Oscar)
- The Artist, Warner Bros., 2011 (5 Oscars)
- Gravity, Warner Bros., 2013 (7 Oscars)
- American Bluff, Columbia Pictures, 2013 (0 Oscar)
- Mad Max: Fury Road, Kennedy Miller Production, 2015 (6 Oscars)
- Roma, Netflix, 2018 (3 Oscars)
- La Favorite, Element Pictures et Scarlet Films, 2018 (1 Oscars)
- 1917, Dreamworks Pictures, 2019 (3 Oscars)
- Once Upon a Time… in Hollywood, Columbia Pictures, 2019 (2 Oscars)
- The Irishman, Tribeca Productions, 2019 (0 Oscar)
- Dune, Legendary Pictures, 2021 (6 Oscars)
- The Brutalist, 2025
- Wicked, 2025